# İhsangazi
Ihsangazi ist eine Stadt und Hauptort des gleichnamigen Landkreises in der türkischen Provinz Kastamonu in Nordanatolien. Ihsangazi liegt etwa 40 km südwestlich der Provinzstadt Kastamonu und wurde 1968 zur Belediye (Gemeinde) erhoben.
Der Landkreis liegt im Süden der Provinz und grenzt an die Kreise Araç im Westen, den zentralen Landkreis (Merkez) im Osten, und den Kreis Ilgaz (Provinz Çankırı) im Süden. Er wurde 1987 aus dem südwestlichen Teil des zentralen Landkreises (Merkez) Kastamonu gebildet. Bis dahin war es ein eigener Bucak und zählte bei der letzten Volkszählung vor der Gebietsänderung (1985) 7071 Einwohner, davon entfielen 3279 auf den Hauptort.
Ende 2020 bestand der Kreis neben der Kreisstadt (53 % der Kreisbevölkerung) aus 23 Dörfern (Köy) mit durchschnittlich 107 Bewohnern. Das Spektrum der Einwohnerzahlen reicht von 308 (Haydarlar) bis 31 (Sepetçioğlu). Die Bevölkerungsdichte ist niedrig (11,7 Einw. je km²) und erreicht nicht die Hälfte des Provinzdurchschnitts (von 28,8 Einw. je km²).
Der Fluss Ilgaz Çayi, der Oberlauf des Araç Çayi, entspringt im Süden des Landkreises am Nordhang des Gebirgszugs Ilgaz Daglari und fließt in nördlicher Richtung durch den Landkreis und die Kreisstadt, bevor er sich nach Westen wendet.